# Apatania cypria
Apatania cypria är en nattsländeart som beskrevs av Bo Tjeder 1952. Apatania cypria ingår i släktet Apatania och familjen Apataniidae. Inga underarter finns listade i Catalogue of Life.